# Dartmoor
A dartmoori lápvidék területe Devon megye központjában található Angliában. A terület védett nemzeti park, 954 négyzetkilométernyi területen fekszik. A gránitfelföld a földtani történelem karbon időszakából származik. A lápvidék sok gránithegytetővel nyújt élőhelyet Dartmoor állatvilágának. A legmagasabb pont High Willhays, melynek tengerszint fölötti magassága 621 m. A terület gazdag a régészeti felfedezésekben.
Dartmoor kedvelt turistacélpont.

## Földrajzi fekvése
Exetertől légvonalban 20 km-re délnyugatra, Plymouth-tól 10 km-re északkeletre található. Észak-déli kiterjedése mintegy 40 km, kelet-nyugati irányban 25 km.
Északról az A30-as út, délről az A38-as út határolja.

### Sziklacsúcsok
Dartmoor ismert a sziklacsúcsairól és nagy dombjairól. Több mint 160 sziklacsúcs található Dartmooron. Az itt található sok domb nevében benne van a "tor" szó.

### Folyók

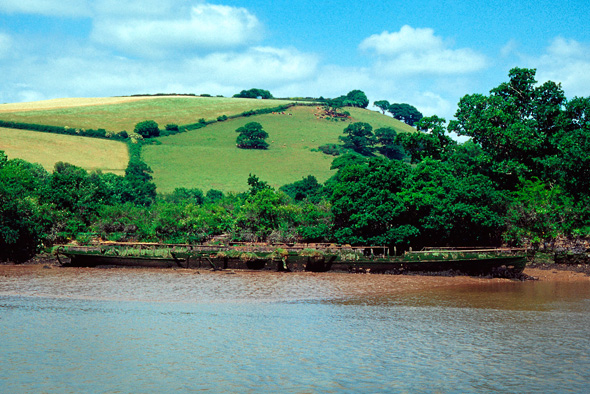
A Dart folyó, háttérben egy dombbal

A Dartmoorban eső csapadék szintje figyelemre méltóan magasabb, mint a közeli mélyföldeken. Ahol a víz felhalmozódik, ott veszélyes mocsarak találhatók. Ezek közül a legmélyebb körülbelül 3,7 méteres. A terület legnagyobb folyója az East Dart és West Dart találkozásából kialakult Dart folyó.